# بيري كرامر
بيري كرامر (بالإنجليزية: Perry Kramer)‏ هو دراج أمريكي، ولد في 6 أكتوبر 1959 في الولايات المتحدة.